# San Giuseppe a Via Nomentana (församling)
San Giuseppe a Via Nomentana är en församling i Roms stift, belägen i quartiere Nomentano i nordöstra Rom och helgad åt den helige Josef. Församlingen upprättades den 6 januari 1905.

Församlingen förestås av Lateranens reguljärkaniker.
Till församlingen San Giuseppe a Via Nomentana hör följande kyrkobyggnader och kapell:
- San Giuseppe a Via Nomentana, Via Francesco Redi 1
- Corpus Domini, Via Nomentana 8
- Cappella Figlie del Cuore di Gesù, Via dei Villini 34
- Santa Brigida, Via delle Isole 34

## Institutioner inom församlingen
- Chiesa Annessa Corpus Domini
- Collegio dei Chierici Mariani
- Fondazione «Asilo Cavalsassi»
- Casa «San Giuseppe» (Suore di San Giovanni Battista e di Santa Caterina da Siena «Medee» (S.G.B.M.))
- Casa dell'Istituto dell'Eucaristia (Religiose dell'Eucaristia (R.E.))
- Casa di «Santa Brigida» (Ordine del Santissimo Salvatore di Santa Brigida (Suore Brigidine) (O.SS.S.))
- Casa di Procura (Religiose dell'Eucaristia (R.E.))
- Casa Madonna del Divino Amore (Figlie di Maria Ausiliatrice, Salesiane di Don Bosco (F.M.A.))
- Casa Provincializia (Orsoline dell'Unione Romana (O.S.U.))
- Centro d'Accoglienza Universitario San Domenico (Suore Domenicane del Santissimo Sacramento)
- Comunità (Figlie di Maria Ausiliatrice, Salesiane di Don Bosco (F.M.A.))
- Comunità (Suore Scolastiche Francescane di Cristo Re (S.S.F.C.R.))
- Istituto «Sacro Cuore» – Casa «Madre Maria Schinina» (Suore del Sacro Cuore di Gesù – Ragusa (I.S.C.))
- Istituto Religioso Orsoline U.R. (Orsoline dell’Unione Romana (O.S.U.))
- Monastero di Clausura e Casa Generalizia (Figlie del Cuore di Gesù (F.C.J.))
- Scuola Materna «Istituto Cavalsassi» (Discepole di Santa Teresa del Bambin Gesù (D.S.T.))
- Casa Famiglia «Piccole Figlie dei Sacri Cuori»
- Associazione Cattolica Esercenti Cinema – Aggregazione Ecclesiale
- Associazione dell'Adorazione Eucaristica e di Aiuto alle Chiese Povere e di Missione – Aggregazione Ecclesiale
- Associazione Istituzione Teresiana – Italia – Aggregazione Ecclesiale
- Associazione Nazionale «Polisportive Giovanili Salesiane» – Aggregazione Ecclesiale
- Associazione Nazionale Circoli Cinematografici Italiani – Aggregazione Ecclesiale
- Ferrovie dello Stato S.p.A.
- Liceo Classico Statale «Giulio Cesare»